# Isopogon anemonifolius
Isopogon anemonifolius är en tvåhjärtbladig växtart som först beskrevs av Richard Anthony Salisbury, och fick sitt nu gällande namn av Joseph Knight. Isopogon anemonifolius ingår i släktet Isopogon och familjen Proteaceae. Inga underarter finns listade i Catalogue of Life.